# Route magistrale 27 (Serbie)
Pour les articles homonymes, voir M27 et Route 27.
La route magistrale 27 (en serbe : Државни пут ІВ реда број 27, Državni put IB reda broj 27 ; Магистрала број 27, Magistrala broj 27) est une route nationale de Serbie qui relie entre elles la frontière serbo-bosniaque passant par les villes serbes de Loznica, Osečina, Valjevo, Lajkovac, Lazarevac, Aranđelovac, Topola, Rača jusqu'à la ville de Svilajnac.
À ce jour, elle ne comporte aucune section autoroutière (Voie Rapide en 2 x 2 voies).

## Galerie d'images

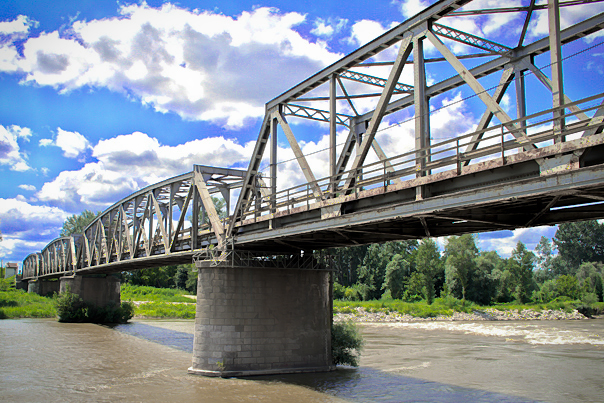
Le pont routier (Route Magistrale 27) et ferroviaire sur la Morava près de Svilajnac.
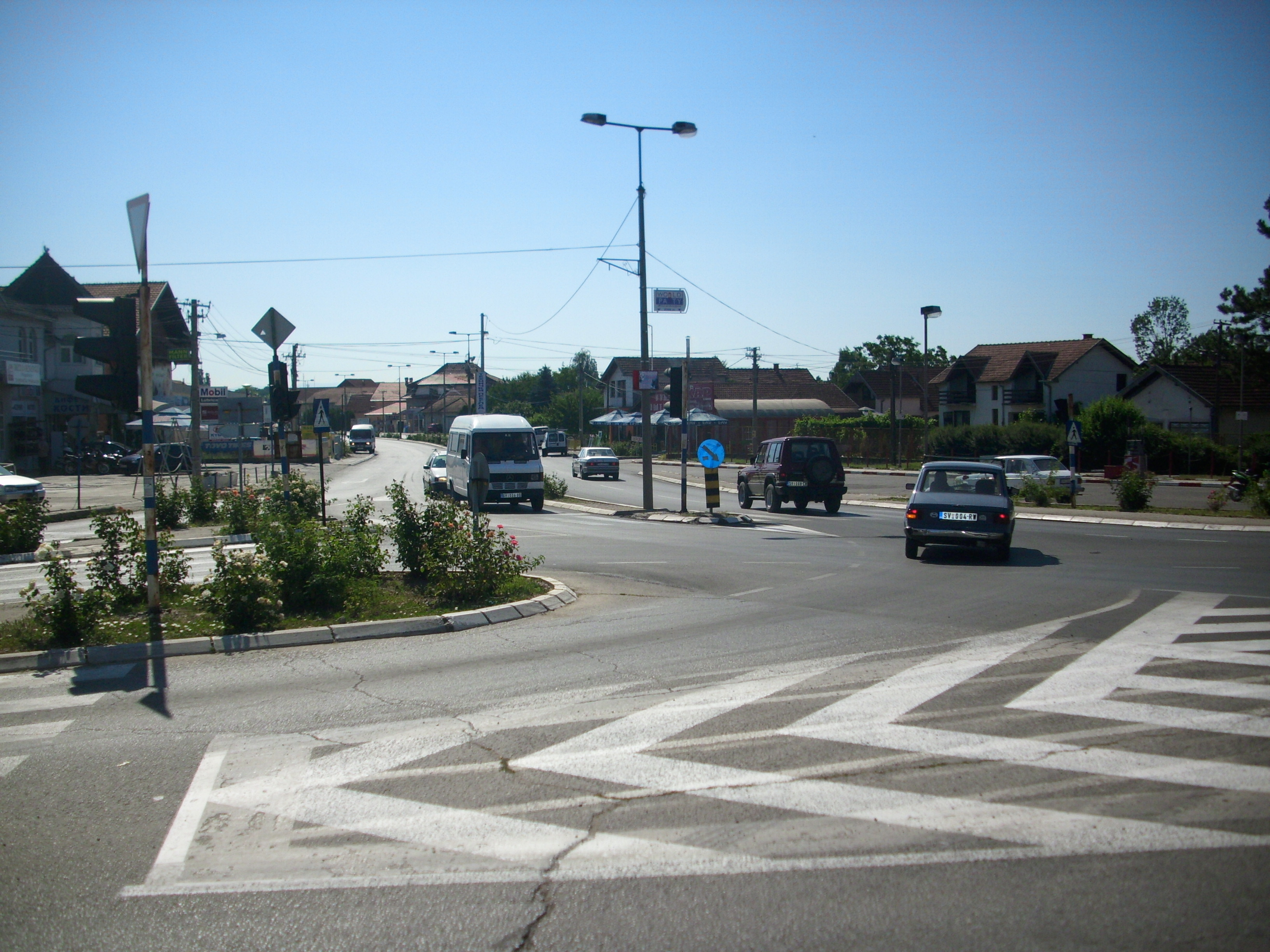
L'intersection entre la Route Magistrale 27 et la Route Régionale 160 à Svilajnac.